# Apeiron (vũ trụ học)
Apeiron (tiếng Hy Lạpː ἄπειρον), có nghĩa là không giới hạn, bất định (gồm chữ ἄ (phát âm là a) có nghĩa là không và πειρον (phát âm là peirar) có nghĩa là kết thúc, hết (đây là từ dạng Hy Lạp Ionic của từ πέρας, phát âm là peras, có nghĩa là kết thúc, giới hạn, biên giới), là một thuật ngữ triết học nổi tiếng.

## Nhữngnghiên cứu

### Anaximandros
Anaximandros là một trong những nhà triết học nổi tiếng nhất về những ý tưởng liên quan đến thuật ngữ này. Aristotle đã đánh giá rằng Apeiron của Anaximandros xứng đáng là khởi đầu của sự khởi đầu. Còn Ma-cô-cen-xki nhận xét rằngː
| “ | Sau Thalès, Anaximandros đã khẳng định rằng, cái vô hạn bao gồm mọi nguyên nhân của sự xuất hiện và diệt vong phổ biến. Chính từ nó, các thiên thể và mọi thế giới nói chung, mà số lượng là vô tận, đã bị tách ra. Ông tuyên bố rằng tất cả chúng đều bị diệt vong sau một thời gian rất dài kể từ khi xuất hiện, hơn nữa sự quay vòng của chúng diễn ra qua một thời gian vô tận | ” |

Nếu hiểu được ý nghĩa về mặt từ ngữ của Apeiron, ta có thể phát hiện một điều là thuật ngữ này đã trở thành một trong những điểm khác biệt nhất giữa Anaximandros và người cùng trường phái với ông, Thalès. Nếu Thalès xác định rằng bản nguyên của mọi vật là nước, tức là một thứ mà con người có thể cảm nhận được thì Amaximandros lại cho rằng đó phải một thứ gì đó không xác định và đó chính là Apeiron. Đây là một điểm rất quan trọng đối với lịch sử của Chủ nghĩa duy vậtː Anaximandros đã khẳng định vật chất là cái không xác định. Điều này rất khác với hầu hết các nhà triết học theo Chủ nghĩa duy vật thời kỳ cổ đại (Heraclitus khẳng định nguồn gốc của vật chất là lửa, Anaximenes lại khẳng định đó phải là không khí. Ngay tại phương Đông, triết học Trung Quốc khẳng định thế giới có nguồn gốc từ năm loạiː kim loại, cây, nước, lửa và đất. Đó chính là thuyết Ngũ hành nổi tiếng).
Một điểm quan trọng nữa mà Apeiron của Anaximandros trở thành một di sản không thể không nhắc đến đó là việc Apeiron này đã hàm chứa cái gọi là mâu thuẫn của các mặt đối lập. Đây lại là một điểm khác biệt nữa giữa Anaximandros và Thalès. Và đây cũng lại là một điểm tiến bộ nữa. Tuy nhiên, giải thích về mâu thuẫn của Anaximandros vẫn còn mang tính sơ đẳng khi ông cho rằng các mặt đối lập tách rời nhau rồi hợp lại để trở về là một Apeiron. Nhưng, Anaximandros lại cho rằng từ Apeiron, toàn bộ thế giới sẽ biết đổi không ngừng, tạo thành một vòng tuần hoàn. Chính việc xác định mâu thuẫn cũng như những giải thích như trên đã giúp cho Anaximandros có lý luận về nguồn gốc sự sống và con người.